# Abbeville-Saint-Lucien
 Abbeville-Saint-Lucien  là một xã thuộc tỉnh Oise trong vùng Hauts-de-France phía bắc Pháp. Xã này nằm ở khu vực có độ cao trung bình 159 mét trên mực nước biển.